# Odette Vercruysse
Pour les articles homonymes, voir Vercruysse.
Odette Vercruysse est une autrice-compositrice française de chants et de poèmes d'inspiration chrétienne (Ô Gethsémani, par exemple), née le 18 janvier 1925 à Ronchin et décédée le 15 avril 2000 à Faches-Thumesnil. 

## Biographie
Née dans une famille de marchands d'instruments de musique, Odette Vercruysse baigne dès son enfance dans un milieu voué à la musique. Elle apprend tôt le piano avec sa mère. Handicapée par un bec-de-lièvre, elle parle avec difficultés. Elle a dix ans lorsqu'elle perd sa mère, qui l'encourageait et la soutenait dans les épreuves. Elle devient pensionnaire chez les religieuses, à l'école de Notre-Dame-de-la-Treille,.
En 1939, elle remplace à quatorze ans l'organiste parti sur le front. La guerre la décide à entreprendre des études d'infirmière. Après avoir suivi en 1945-1946 à Valenciennes les cours de l'école d'infirmières, elle exerce ce métier à l'hôpital de Nancy.  

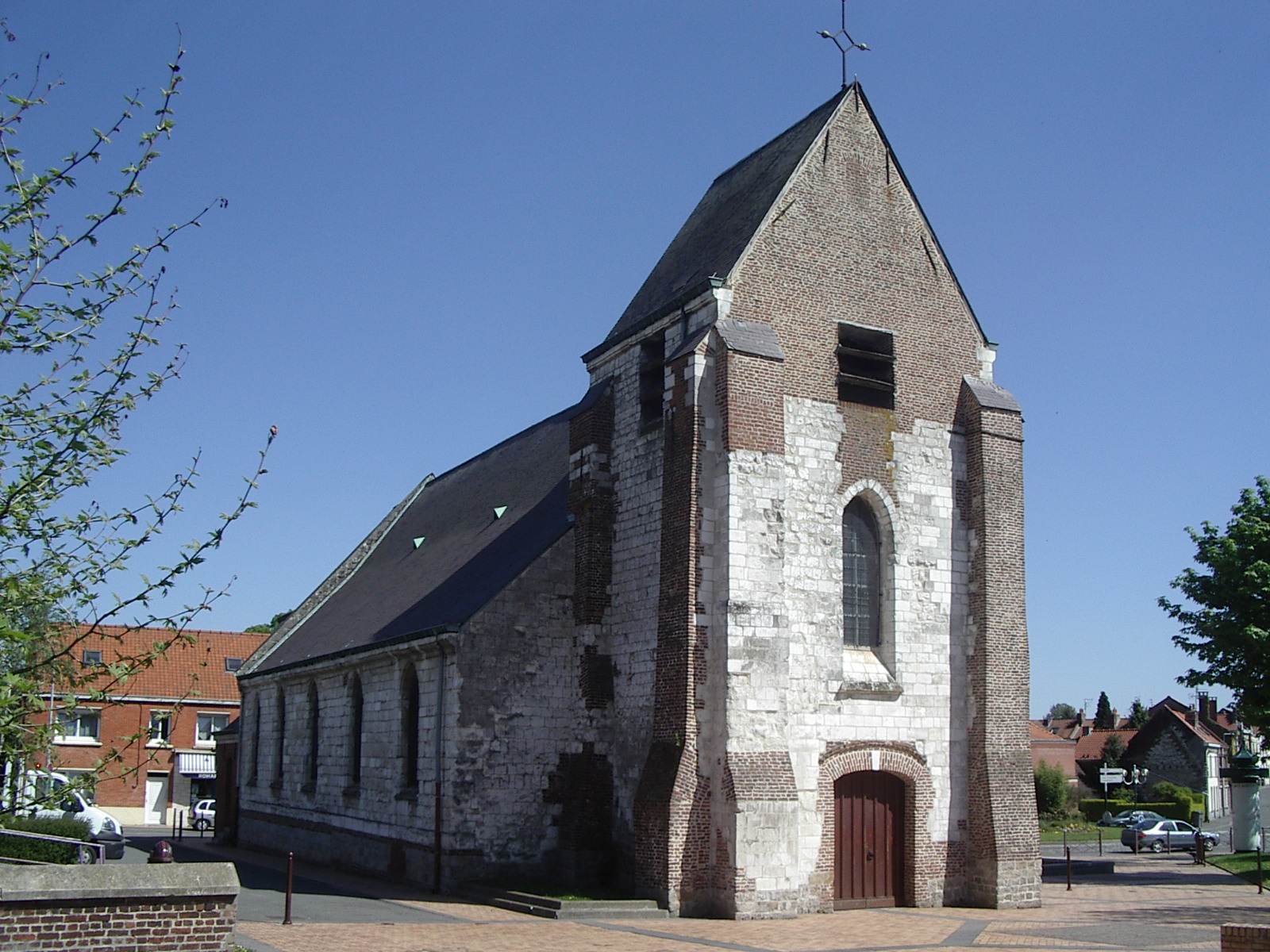
L'église Sainte-Marguerite d'Antioche, où elle tient l'orgue, près de sa maison à Faches.

Pendant ses temps libres, elle écrit des poèmes et les met en musique. Pour raisons de santé, elle quitte l'hôpital et devient infirmière à domicile, en s'installant définitivement à Faches en 1952. Elle y habite une maison qu'elle a aidé à construire, près de l'église Sainte-Marguerite d'Antioche ; elle est organiste dans cette église, ainsi qu'à Sainte-Rictrude de Ronchin. Elle se consacre plus tard à la composition de cantiques.
Elle est une des deux Lilloises qui ont renouvelé les chants de jeunesse, et elle excelle dans la musique liturgique. Ses œuvres ont été interprétées notamment par John Littleton, qui les a fait connaître à l'étranger. Leur album au plus grand succès est : « Amen – John Littleton chante Odette Vercruysse ». 
Odette Vercruysse est aussi la fondatrice, en 1956, et la chef de chœur de la chorale d'étudiants « les Jiti »,.
Elle est morte à Faches-Thumesnil le 15 avril 2000.

## Hommages
- La « rue Odette Vercruysse » est nommée en son honneur, à Faches-Thumesnil[6].